# Sân bay quốc tế Ercan
Sân bay quốc tế Ercan (IATA: ECN, ICAO: LCEN), hay Tymvou trong tiếng Hy Lạp, là sân bay chính vào Bắc Síp Cộng hòa Thổ Nhĩ Kỳ.
Sân bay này nằm ở đông nam thủ phủ Bắc Síp Nicosia, gần làng Tymvou và nó không được quốc tế công nhận là cảng hàng không quốc tế, ngoại trừ Thổ Nhĩ Kỳ. Do đó, tất cả các chuyếnbay đến đây phải trung chuyển ở Thổ Nhĩ Kỳ nhưng trên thực tế các chuyến bay quốc tế trung chuyển ở Thổ Nhĩ Kỳ chỉ cho có thủ tục chứ không lấy thêm hoặc trả khách ở Thổ Nhĩ Kỳ.

## Các hãng hàng không và các tuyến điểm
- Atlasjet (Adana, Ankara, Istanbul-Atatürk, Izmir)
- Cyprus Turkish Airlines (Anh quốc: London Stansted/Heathrow/Gatwick, Manchester, Birmingham [qua các sân bay sau ở Thổ Nhĩ Kỳ trừ Istanbul], Frankfurt [qua Istanbul], Adana, Ankara, Antalya, Dalaman, Gaziantep, Istanbul-Atatürk, İzmir, Trabzon)
- Onur Air (Istanbul-Atatürk)
- Pegasus Airlines (Anh quốc: London Stansted [qua Istanbul], Adana, Ankara, Antalya, Istanbul-Sabiha Gökçen)
- SunExpress (Antalya, Izmir)
- Turkish Airlines (Anh quốc: London Stansted/Heathrow [qua Istanbul], Istanbul-Atatürk)
- World Focus Airlines (Istanbul-Atatürk)